# イルナス
イルナス (Illnath)は、デンマークのメロディックブラックメタル/シンフォニックブラックメタルバンド。当初は、ブラックメタルバンドとして活動していたこともあり、ブラックメタル系のジャンルに含まれることが多いが、活動中期頃からブラックメタルの要素は薄くなっており、メロディックデスメタルに含まれることも多い。バンドとしては、特にドラマーの入れ替えが激しかった。

## 略歴
1997年に、デンマークコペンハーゲン県リンビーで、ピート・フォーク (G、Vo)を中心に、ヨクム・ラーセン (G)、トビアス・イェンセン (B)、クリスチャン・ピーターセン (Ds)、アルトゥール・メイニルド (Key)の5人で結成。結成時は、Flagellationというバンド名であった。1999年に、デモ『Behind the Veil』をリリース。2000年に、ギタリストのヨクム・ラーセンが脱退。これを機に、バンド名をIllnathに変更する。ピート・フォークがギターに専念するためにボーカリスト、シモン・ソースバック (Vo)が加入。同年に、デモ『Bring Down the Witching Hour』をリリース。同デモでは、コープス・ペイントを行っているなど、当時はブラックメタル色の強いバンドであった。リリース後、シモン・ソースバックとクリスチャン・ピーターセンが脱退。2001年にビヨルン "ナーレンシフ" ホルター (Vo)とベンジャミン・ヨハネセン (Ds)が加入。同年に、EP『Angelic Voices Calling』をリリース。同EP頃から、ブラックメタル色は減退していく。同EPによって、日本のワールドカオス・プロダクションと契約。1stアルバムのレコーディングに入る。レコーディング中に、ドラマーがベンジャミン・ヨハネセンからラスムス・ヤコブセン (Ds)に交代した。2003年に、1stアルバム『Cast Into Fields of Evil Pleasure』をリリース。同アルバムの初回限定盤には、EP『Angelic Voices Calling』がボーナス・ディスクとして収録された。
1stアルバムリリースに伴うツアーを行い、ツアー終了後に2ndアルバム制作に入る。しかし、この時期に所属レーベルであるワールドカオス・プロダクションとバンドとの間で衝突が発生し、レコーディングが完了しても、アルバムはなかなかリリースされなかった。また、この時期に、トビアス・イェンセンとラスムス・ヤコブセンは脱退し、新たにケネス・フランドセン (B)とラーズ・ボールプ (Ds)が加入している。2006年になって、2ndアルバム『Second Skin of Harlequin』をリリース。リリース後、ワールドカオス・プロダクションを離脱。デスライト・レコードと契約する。2006年11月には、3rdアルバムのレコーディングに入ることがMySpaceのブログで述べられ、タイトル『Three Nights in the Sewers of Sodom』、全12曲であることも明言されていた。しかし、その後、同アルバムがリリースされることは無かった。2007年には、ドラマーのラーズ・ボールプが脱退。2008年には、アルトゥール・メイニルドも脱退する。同年に、ドラマーのダンニ・イェルスガールド (Ds)が加入。ワールドカオス・プロダクション離脱後は、デスライト・レコードとの関係も上手くいっておらず、ライヴもしばしばキャンセルになるなど活動が滞るようになり、バンドメンバーが交代していく不安定な状態になっていた。2009年頃には、デスライト・レコードとの契約も破棄されていたようで、デモ『Three Nights In The Sewers Of Sodom』をリリース。同デモは、2006年にレコーディングが発表されていたアルバムと同タイトルで、同アルバムの曲から3曲が選ばれて収録されたものである。同アルバムでは、キーボードはピート・フォークが兼任した。同デモのリリース後、キーボーディストのラーズ・ムンク (Key)が加入。しかし、2010年には、バンドへの情熱の欠如からダンニ・イェルスガールドが解雇され、ラーズ・ムンクも脱退。アツィルト (Ds)と、ダニー "ジマー" スヴェンソン (Key)が加入。しかし、2011年1月に、10年間ボーカリストを務めたビヨルン "ナーレンシフ" ホルターが脱退を表明。アツィルトと、ダニー "ジマー" スヴェンソンもそれに続くように脱退する。
ビヨルン "ナーレンシフ" ホルターの脱退はバンドにとって痛かったが、脱退の発表と同時に、ケネス・フランドセンのガールフレンドだった、モナ・ベック (Vo)が加入が発表された。ドラマーの正式メンバーは加入せず、レノ・キラリッチをセッションに、アルバムのレコーディングを開始する。レコーディング中に、最初に仕上がった3曲がEP『Lead The Way』としてリリースされた。同年10月にキプロスのピッチ・ブラック・レコードと契約。11月に3rdアルバム『Third Act in the Theatre of Madness』をリリース。同アルバムは、スピリチュアル・ビーストから日本盤がリリースされた。また、同アルバムのレコーディング後に、ドラマーのデニス・ストックマー (Ds)が加入した。2013年、4thアルバム『4 Shades of Me』をリリース。2013年5月、モナ・ベックの脱退が発表された。それから間もなく、マリカ・ヒドマー (Vo)が加入した。しかし、同年10月にバンドの中心メンバーのピート・フォークの音楽的嗜好の変化などもあり、解散することが決定した。解散後、ピート・フォークはソロ・プロジェクト「Leadfreak」、マリカ・ヒドマーはブラックメタルバンド「Machiavellian」で活動を継続する。

## メンバー

### 解散時のメンバー
- マリカ・ヒドマー (Marika Hyldmar) - ボーカル (2013)

Machiavellianで活動。
- ピート・フォーク (Peter "Pete" Falk) - ギター (1997-2013)

全活動期間在籍した唯一のメンバーでバンドの中心人物。バンドのメイン・コンポーザーでもある。
Flagellation期はボーカルも兼任していた。また、キーボードを兼任していた時期もある。
Blackhorned、Seven Thornsでも活動。現在はソロ・プロジェクト「Leadfreak」で活動。
- ケネス・フランドセン (Kenneth Frandsen) - ベース (2005-2013)

Seven Thorns等でも活動。
- デニス・ストックマー (Dennis Stockmarr) - ドラムス (2011-2013)

### 元メンバー
- シモン・ソースバック (Simon Thorsback) - ボーカル (2000)
- ビヨルン・"ナーレンシフ"・ホルター (Bjørn "Narrenschiff" Holter) - ボーカル (2001-2011)

Ásmegin等で活動。
- モナ・ベック (Mona Beck) - ボーカル (2011-2013)
- ヨクム・ラーセン (Jokum Thor Larsen) - ギター (1997-2000)

Flagellation期のみの在籍。
- トビアス・イェンセン (Tobias Jensen) - ベース (1997-2005)
- アルトゥール・"テュール"・メイニルド (Artur "Tyr" Meinild) - キーボード (1997-2008)

イーヴル・マスカレード、Seven Thornsで活動。
- ラーズ・ムンク (Larz Munch) - キーボード (2009-2010)
- ダニー・"ジマー"・スヴェンソン (Danny "Zimmer" Svendsen) - キーボード (2010-2011)
- クリスチャン・ピーターセン (Christian Petersen) - ドラムス (2000)
- ベンジャミン・ヨハネセン (Benjamin Johannesen) - ドラムス (2001-2002)
- ラスムス・ヤコブセン (Rasmus Jakobsen) - ドラムス (2002-2004)

マーサナリーでも活動。
- ラーズ・ボールプ (Lars Borup) - ドラムス (2005-2007)
- ダンニ・イェルスガールド (Danni Jelsgaard) - ドラムス (2008-2010)

Blackhorned等でも活動。
- アツィルト (Atziluth) - ドラムス (2010-2011)

Blackhorned等でも活動。

### セッションメンバー
- レノ・キラリッチ (Reno Killerich) - ドラムス

EP『Lead The Way』、3rdアルバム『Third Act in the Theatre of Madness』に参加。

## ディスコグラフィー
- 2000年 Bring Down the Witching Hour (Demo)
- 2001年 Angelic Voices Calling (EP)
- 2003年 Cast Into Fields of Evil Pleasure (1st Album)
- 2006年 Second Skin of Harlequin (2nd Album)
- 2009年 Three Nights In The Sewers Of Sodom (Demo)
- 2011年 Lead The Way （EP)
- 2011年 Third Act in the Theatre of Madness (3rd Album)
- 2013年 4 Shades of Me (4th Album)

Flagellation名義
- 1999年 Behind the Veil (Demo)